# Новотроїцьке (Комишуваська селищна громада)
Новотро́їцьке — село в Україні, у Комишуваській селищній громаді Запорізького району Запорізької області. Населення становить 355 осіб. До 2016 року орган місцевого самоврядування — Новотроїцька сільська рада.

## Географія
Село Новотроїцьке розташоване за 57 км від обласного центру, 21 км від смт Комишувахи, 1,5 км від села Ясна Поляна, 2 км від села Новорозівка та за 30 км на північ від міста Оріхів. Селом тече пересихаючий струмок із загатою.
За 3 км від села проходить автошлях національного значення Н08 Бориспіль — Запоріжжя — Маріуполь. Найближчий пасажирський залізничний зупинний пункт Платформа 227 км (за 20 км).

## Історія
Село засноване у 1870 році вихідцями з села Жеребця (нині — Таврійське).
7 (20) листопада 1917 року, відповідно до Третього Універсалу Української Центральної Ради, увійшло до складу Української Народної Республіки.
10 серпня 2016 року Новотроїцька сільська рада, в ході децентралізації, об'єднана з Комишуваською селищною громадою.
12 червня 2020 року, відповідно до Розпорядження Кабінету Міністрів України від № 713-р «Про визначення адміністративних центрів та затвердження територій територіальних громад Запорізької області», увійшло до складу Комишуваської селищної громади.
19 липня 2020 року, в результаті адміністративно-територіальної реформи та ліквідації Оріхівського району, село увійшло до складу Запорізького району.

## Економіка
- ТОВ «Новотроїцьке».

## Об'єкти соціальної сфери
- Школа I ст.
- Дитячий дошкільний навчальний заклад.
- Будинок культури.
- Амбулаторія.

## Пам'ятки
- Братська могила радянських воїнів часів німецько-радянської війни. Поховано 6 бійців.
- Могила Суслікова В. Г. — командира ескадрону у часи Громадянської війни.
- Пам'ятник воїнам-односельцям.
- На захід від села розташований ландшафтний заказник місцевого значення «Балка Новотроїцька»[4].